# St. Brother André Catholic High School
St. Brother André Catholic High School – szkoła średnia w Markham w Kanadzie. Przyjmuje uczniów klas od 9 do 12 i posiada program nauczania religii. Nazwa szkoły pochodzi od świętego Andrzeja Bessette.

## Pożar
28 kwietnia 2010 w szkole, w toalecie dla chłopców na drugim piętrze, wybuchł pożar. W związku z tym jedna osoba była leczona z powodu wdychania dymu oraz problemów psychologicznych. Były dyrektor szkoły, Jim Nicoletti, przyznał, że doszło do śledztwa, które prowadziła York Regional Police. 

## Znani absolwenci
- Steven Stamkos – kanadyjski hokeista[3]
- Michael Del Zotto – kanadyjski hokeista
- Mena Massoud – kanadyjski aktor